# Korea (történelmi)
Korea egy régió a Koreai-félsziget területén, ahol Kidzsa király i. e. 1100 körül alapította az első dinasztiát. Ezt délen Három Han Birodalma váltotta fel i. e. 194-ben. Az első egységes koreai állam i. sz. 668-ban jött létre, Egyesített Silla néven. Koreát külső hatások főleg Kína felől érték. Onnan érkezett a buddhizmus, a konfucianizmus és számos más ismeret. Mai neve a középkori Korjo (koreaiul: 고료) dinasztia nevét őrzi. Területén 1392-től, Csoszon állam megalakulásától egészen a japán annexióig (1910) az I-dinasztia uralkodott. Az annexió 1910-ben következett be, majd miután az 1919-es függetlenségi mozgalmat elfojtották, három ideiglenes koreai kormány is létrejött, amelyek egyesülés után 29 évig folytatták működésüket.
A második világháború idején a japánok rendőri diktatúrát vezettek be és gazdaságát katonai céljaik szolgálatába állították. A szövetséges hatalmak 1943-ban megállapodtak abban, hogy a háború befejezte után helyre kell állítani az ország függetlenségét. 1945-ben az ország északi részét szovjet, a déli részét amerikai csapatok szállták meg, és a 38. szélességi kör mentén felosztották az országot. Az ENSZ felhívására a déli országrészben 1948 májusában nemzetgyűlési választásokat tartottak. 1948. augusztus 15-én Li Szin Man, az ország első elnöke kikiáltotta a Koreai Köztársaságot, szeptember 9-én pedig Kim Ir Szen államelnök kikiáltotta a Koreai Népi Demokratikus Köztársaságot.